# Frankfort (Indiana)
Frankfort és una població dels Estats Units a l'estat d'Indiana. Segons el cens del 2000 tenia 16.662 habitants.

## Demografia
Segons el cens del 2000, Frankfort tenia 16.662 habitants, 6.279 habitatges, i 4.175 famílies. La densitat de població era de 1.251,6 habitants/km².
Dels 6.279 habitatges en un 33% hi vivien nens de menys de 18 anys, en un 49,5% hi vivien parelles casades, en un 11,8% dones solteres, i en un 33,5% no eren unitats familiars. En el 28,7% dels habitatges hi vivien persones soles el 13,6% de les quals corresponia a persones de 65 anys o més que vivien soles. El nombre mitjà de persones vivint en cada habitatge era de 2,56 i el nombre mitjà de persones que vivien en cada família era de 3,12.
Per edats la població es repartia de la següent manera: un 27% tenia menys de 18 anys, un 10,9% entre 18 i 24, un 27,3% entre 25 i 44, un 19,1% de 45 a 60 i un 15,7% 65 anys o més.
L'edat mediana era de 34 anys. Per cada 100 dones de 18 o més anys hi havia 90 homes.
La renda mediana per habitatge era de 33.275$ i la renda mediana per família de 42.686$. Els homes tenien una renda mediana de 32.092$ mentre que les dones 23.722$. La renda per capita de la població era de 15.393$. Entorn del 8,8% de les famílies i l'11,7% de la població estaven per davall del llindar de pobresa.

## Poblacions més properes
El següent diagrama mostra les poblacions més properes.